# بانگ‌مرغ کمرکلی
بانگ‌مرغ کمرکولی (نام علمی: Hypositta corallirostris) نام یک گونه از تیره بانگ‌مرغان است.